# Вогняний яструб
Вогняний яструб (англ. Firehawk) — пригодницький бойовик 1993 року.

## Сюжет
Група американських солдатів на вертольоті шукають збитий над В'єтнамом літак. Раптом вони падають на ворожій території. Навколо вороги і небезпечні джунглі, але це найменша неприємність. З'ясовується, що серед них є зрадник, винний у аварії. На жаль, диверсант є єдиним, хто знає шлях до безпеки.

## У ролях
- Рональд Азінас — Лі
- Терренс «Т.К.» Карсон — Девіс
- Раффі Кертіс — полковник
- Мартін Коув — Стюарт
- Джим Мосс — Норм
- Джеймс Грегорі Паоллелі — Джиммі
- Метт Селінджер — Текс
- Рафаель Сокуез — безногий солдат
- Генрі Стрцалковскі — майор Стіллвелл
- Вік Тревіно — Бейтс
- Джефф Йоніс — Хоббс
- Рамон Д'Сальва — командир NVA, в титрах не вказаний
- Джозеф Дзуккеро — доктор, в титрах не вказаний